# Val Udai
La Val Udai è una valle alpina situata in Val di Fassa, nelle Dolomiti.  

## Descrizione
La Val Udai si estende a nord-ovest da Mazzin, lungo le pendici del Catinaccio fino ad arrivare alla Val di Dona.

## Le passeggiate
La Val Udai può essere raggiunta da Mazzin partendo da Strèda do Ruf e passando per il sentiero 580. Da Val Udai è possibile poi raggiungere anche il Lago d'Antermoia (2.501 mt di altitudine) e Campitello di Fassa.

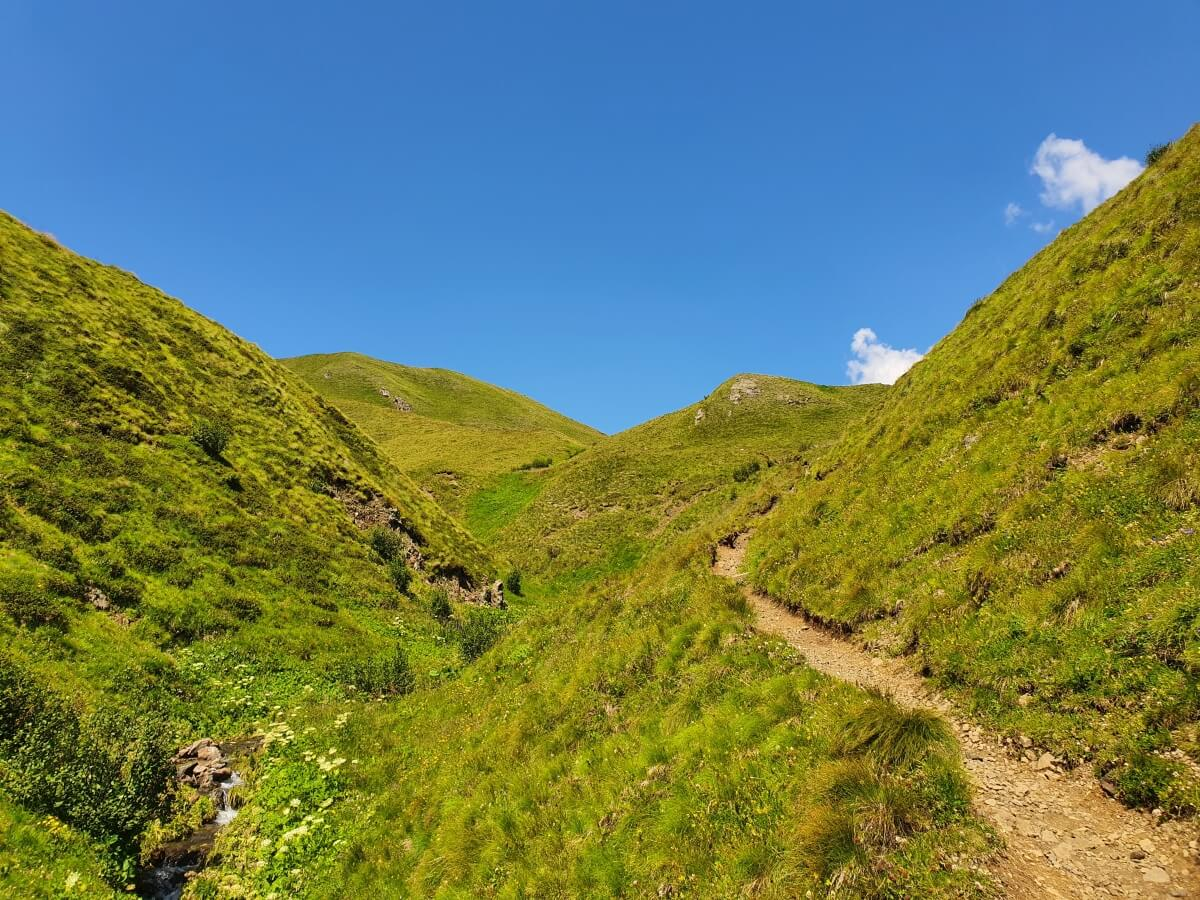
Passeggiata in Val Udai